# AMD Am9511
El AMD Am9511 fue una unidad de procesamiento aritmético (APU) fabricada por AMD en 1977 con capacidad para realizar operaciones aritméticas de punto flotante de simple precisión (32 bits) y de números enteros complemento a dos de 16 y 32 bits. Podía conectarse con diversos microprocesadores de 8 bits de la época para aumentar su capacidad de procesamiento numérico. 
Venía en un paquete DIP de 24 pines, de los cuales 8 eran usados para su bus de datos. Dependiendo del modelo, trabajaba con frecuencias de reloj de 2, 3 y 4 MHz.
Internamente tenía un stack de 8 niveles para los operandos enteros de 16 bits, que también se usaba para almacenar 4 niveles de operandos de 32 bits, tanto enteros como números de punto. La pila era usada como medio de almacenamiento temporal para los operandos y las operaciones se realizaban con el elemento tope (operaciones monádicas) o los dos elementos topes de la pila (operaciones diádicas). El resultado de la operación se almacenaba en el tope de la pila. Un esquema semejante, con el uso de una pila, es el usado por los coprocesadores numéricos de la posterior serie Intel x87 y posteriores.
El Am9511 podía realizar operaciones de conversión entre los diferentes formatos numéricos, operaciones aritméticas como suma, resta, multiplicación y división, cambio de signo, operaciones trigonométricas (en radianes) SIN, COS, TAN y sus inversas ASIN, ACOS y ATAN, raíz cuadrada, logaritmo natural y decimal, exponencial y potencia.